# 밀알학교
밀알학교는 서울특별시 강남구 일원동에 소재하는 사립 특수학교이다. 발달장애 학생을 위한 교육환경을 만들기 위해 유치원, 초등학교, 중학교, 고등학교, 전공과 과정이 통합된 형태의 학교이다. 기독교 기반의 특수학교이며, 학교명인 밀알은 예수의 가르침에 따라 한알의 밀알이 되자는 뜻에서 지어진 이름이다.

## 연혁
- 1996년 12월 14일 설립인가
- 1997년 3월 1일 초대 권정순 교장 취임
- 1997년 3월 10일 개교, 13학급 편성(유치부 3학급, 초등부 10학급)
- 1998년 3월 10일 제1차 밀알학교 7개년 비전 수립
- 1998년 4월 20일 밀알 열린 한마당 개최(인근 유,초,중,고,대학생 및 지역주민 초청)
- 1998년 7월 27일 교직원 해외연수(미국 동부지역) 시작
- 2000년 11월 27일 성균관대학교 체육대학 자매결연
- 2001년 12월 15일 평생교육 우수학교 표창(서울특별시교육감)
- 2002년 11월 2일 밀알학교 별관(밀알아트센터) 준공
- 2003년 11월 1일 제2대 권영섭 교장 취임
- 2004년 5월 20일 일본 기후꾸(紀北) 양호학교 수학여행단 교류
- 2004년 10월 12일 밀알오색바자회(학부모회 주최) 실시
- 2004년 10월 19일 제1기 밀알부모대학 운영
- 2005년 2월 5일 서울정서장애교육연구회 간사학교 운영(~2006)
- 2005년 3월 7일 에듀케어반 운영
- 2005년 4월 4일 순천향대학교 산학협동프로그램 체결 및 실시
- 2005년 9월 12일 일본 오이타(大分)대학 부속 특수학교 자매결연
- 2005년 12월 13일 제2차 중장기학교발전계획 수립
- 2006년 4월 28일 생활훈련실 운영(교내 2개 교실, 금토동 생할훈련관)
- 2007년 3월 9일 개교 10주년 기념행사
- 2007년 8월 3일 네팔밀알학교 자매결연 체결
- 2007년 12월 26일 학교 별관 증축(대강당)
- 2008년 12월 9일 NEIS활용 우수기관 표창(교육과학기술부장관)